# Victoriapithecus
Victoriapithecus macinnesi es la única especie del género Victoriapithecus, de la subfamilia de primates Victoriapithecinae. Fue descrita a partir de un único espécimen fósil, un cráneo fósil del mono del Viejo Mundo más antiguo. Fue descubierto cerca del Lago Victoria en Kenia por el Dr. Brenda Benefit. Data del Mioceno medio y está estrechamente relacionado con Prohylobates.

## Morfología
Victoriapithecus macinnesi tenía una combinación dental de 2:1:2:3 tanto en la mandíbula inferior como en la superior. Esta especie tenía molares  inferiores bilofodontes con cúspides bajas. Los caninos de Victoriapithecus macinnesi muestran dimorfismo sexual y la mandíbula de esta especie es relativamente alta en comparación con otros monos del Viejo Mundo. En las extremidades anteriores, el extremo distal del húmero muestra una articulación estrecha y una escotadura cubital profunda. Se estima que V. macinnesi alcanzaría una masa corporal promedio de alrededor de 7,0 kilogramos. El volumen del cerebro alcanzaría los 36 cm³.

## Rango y locomoción
Victoriapithecus macinnesi vivió en África. Los restos postcraneales indican que era probablemente cuadrúpedo.